# Roberto Acuña (baloncestista)
Roberto Santiago Acuña (Rafaela, 14 de septiembre de 1990) es un baloncestista argentino que se desempeña como pívot en Peñarol de Mar del Plata, equipo de la Liga Nacional de Básquet de Argentina. Ha sido jugador de la selección de básquetbol de Argentina, llegando a disputar el Campeonato Sudamericano de Baloncesto de 2016 y el torneo de baloncesto masculino de los Juegos Olímpicos de Río de Janeiro 2016.

## Trayectoria profesional
Formado en la cantera de Atlético Rafaela, Acuña comenzó a jugar profesionalmente en San Isidro de San Francisco, Córdoba, en 2009. Tempranamente fue convocado para representar a la provincia de Santa Fe en el Campeonato Argentino de Básquet, siendo integrante del plantel que terminó como subcampeón en 2011.
En 2013 fue fichado por Ciclista Juninense, equipo con el que ganó la edición 2013-14 del Torneo Nacional de Ascenso. En la siguiente temporada hizo su debut en la Liga Nacional de Básquet con el mismo club.
Se incorporó a Peñarol de Mar del Plata a fines de julio de 2015.

La verdad es que esto es una alegría inmensa. Poder formar parte del plantel de uno de los clubes más importante de la Liga Nacional y ser dirigido por Oveja  es lo más. Me espera un año de desafíos y aprendizajes, le voy a poner todo.
Roberto Acuña.

Actuó por dos años con los marplatenses, pasando en 2017 a formar parte del primer equipo de Quimsa de Santiago del Estero. Allí jugaría las siguientes dos campañas. 
En 2019 fichó por Gimnasia y Esgrima de Comodoro Rivadavia, equipo en el que se ganaría la titularidad. Al finalizar la temporada migró hacia México para jugar en la Liga Nacional de Baloncesto Profesional con los Soles de Mexicali. A fines del 2020 retornó a su país y se incorporó a San Lorenzo, club con el que se consagraría campeón de la temporada 2020-2021 de la LNB. 
Su regreso a Gimnasia y Esgrima de Comodoro Rivadavia se produjo a mediados de 2021, donde volvió a ser una pieza fundamental del plantel que alcanzó los cuartos de final de los playoffs. 
En junio de 2022 fue contratado por Olímpico. Al concluir la temporada fue fichado por el Caribbean Storm Islands, equipo con el que se consagraría campeón de la liga colombiana.
Acuña regresó a su país y fichó con Instituto en agosto de 2023.

### Clubes
Actualizado al 21 de junio de 2022

| Club                     | País      | Año           |
| ------------------------ | --------- | ------------- |
| San Isidro               | Argentina | 2009-2013     |
| Ciclista Juninense       | Argentina | 2013-2015     |
| Peñarol                  | Argentina | 2015-2017     |
| Quimsa                   | Argentina | 2017-2019     |
| Gimnasia y Esgrima (CR)  | Argentina | 2019-2020     |
| Soles de Mexicali        | México    | 2020          |
| San Lorenzo              | Argentina | 2020-2021     |
| Gimnasia y Esgrima (CR)  | Argentina | 2021-2022     |
| Olímpico                 | Argentina | 2022-2023     |
| Caribbean Storm Islands  | Colombia  | 2023          |
| Instituto                | Argentina | 2023-2025     |
| Peñarol de Mar del Plata | Argentina | 2025-presente |

## Selección nacional
Durante su paso por Peñarol de Mar del Plata tuvo por entrenador a Sergio Hernández, quien por esa época era también el director técnico de la selección de básquetbol de Argentina. Por ese motivo le extendió una invitación para participar de las prácticas del equipo nacional en 2016, convocándolo poco después como jugador regular.
De ese modo participó en el Sudamericano de 2016, donde el equipo terminó en la cuarta posición. Y estuvo también presente en los Juegos Olímpicos de Río de Janeiro 2016.
Posteriormente recibiría una nueva convocatoria para actuar en las eliminatorias a la Copa Mundial de Baloncesto de 2019 y a la FIBA AmeriCup de 2022.  

## Estadísticas

### Selección nacional
| Equipo    | Torneo            | PJ | Pts | Min | Dobles | Dobles | Triples | Triples | Libres | Libres | Rebotes | Rebotes | As |
| Equipo    | Torneo            | PJ | Pts | Min | C      | L      | C       | L       | C      | L      | Def     | Of      | As |
| --------- | ----------------- | -- | --- | --- | ------ | ------ | ------- | ------- | ------ | ------ | ------- | ------- | -- |
| Argentina | Sudamericano 2016 | 6  | 29  | 63  | 12     | 23     | 0       | 0       | 5      | 7      | 8       | 3       | 2  |
| Argentina | JJ.OO. Río 2016   | 5  | 8   | 42  | 3      | 7      | 0       | 0       | 2      | 2      | 3       | 5       | 2  |

## Palmarés
- Campeón del Torneo Nacional de Ascenso 2014-15 con Ciclista Juninense.
- Campeón de la Liga Nacional de Básquet 2020-21 con San Lorenzo.